# Важжова
Важжова — деревня в Ливенском районе Орловской области России.
Входит в состав Сосновского сельского поселения.

## География
Находится на левом берегу ручья, впадающего в реку Сосна, граничит с деревней Миляево (на северо-западе) и селом Вязовик (на юго-востоке).

### Улицы
- ул. Молодёжная
- ул. Овражная
- ул. Полевая
- ул. Садовая
- ул. Цветочная
- ул. Центральная

## Население
| 2002 | 2010 |
| ---- | ---- |
| 199  | ↘179 |